# Man of the House
Man of the House es una película de 2005 de comedia dirigida por Stephen Herek y protagonizada por Tommy Lee Jones que se estrenó el 25 de febrero de 2005.

## Sinopsis
Cuando asesinan a un informante clave contra un notorio jefe del crimen, los únicos testigos de su asesinato son cinco animadoras de la Universidad de Texas: Barb, Anne, Evie, Heather y Teresa. Con las vidas de las niñas en peligro hasta que las autoridades descubren al asesino, el testarudo Ranger de Texas, Roland Sharp (Tommy Lee Jones) tiene que ir encubierto y mudarse con ellas a una casa de seguridad secreta, ya que el misterioso asesino todavía está en libertad. Sin embargo, para proteger eficazmente al quinteto adolescente de testigos presenciales, Sharp primero debe establecer las reglas básicas para una convivencia armoniosa y, sobre todo, segura.

## Elenco
- Tommy Lee Jones como Roland Sharp.
- Cedric the Entertainer como Percy Stevens.
- Christina Milian como Anne.
- Monica Keena como Evie.
- Kelli Garner como Barb.
- Vanessa Ferlito como Heather.
- Paula Garcés como Teresa.
- Anne Archer como Profesor Molly McCarthy.
- Brian Van Holt como Eddie Zane.
- Shea Whigham como Ranger Holt.
- Terrence Parks como Ranger Riggs.
- R. Lee Ermey como Capitán Nichols.
- Paget Brewster como Binky.
- Shannon Marie Woodward como Emma Sharp.
- Liz Vassey como Maggie Swanson.
- Rick Perry como él mismo.

## Banda sonora
- "Man of the House" - Chuck Wicks
- "We Are Family" - Pointer Sisters
- "Rising Sun" - Rusted Root
- "What U Gon' Do" - Lil Jon & the East Side Boyz
- "U Can't Touch This" - Tree Adams
- "All I Wanna Do" - Sheryl Crow
- "Should I Stay Or Should I Go" - The Clash
- "Funny How Time Slips Away" - Willie Nelson
- "Bad Moon Rising" - Creedence Clearwater Revival